# Давидян Нельсон Амаякович
Не́льсон Амая́кович Давидя́н (нар. 6 травня 1950, Ґузейчартар — пом. 11 вересня 2016, Київ) — радянський борець греко-римського стилю і тренер. Триразовий чемпіон СРСР (1975, 1976, 1979), дворазовий чемпіон Європи (1973, 1980), дворазовий чемпіон світу (1974, 1975), срібний призер Олімпійських ігор 1976 (Монреаль). Заслужений майстер спорту СРСР (1974). Заслужений тренер України (2007).

## Життєпис
Народився в селищі Ґузейчартар, Мартунинського району, Нагірно-Карабаської автономної області АзРСР (зараз Азербайджан). У 1958 році разом з родиною переїхав у Грозний, де з 1964 року почав займатись греко-римською боротьбою під керівництвом тренера Ігоря Кондрацького. З 1972 жив у Києві.
У 1973 році вперше здобуває звання чемпіона Європи в легкій вазі. У 1974 році на Чемпіонаті світу в Катовиці (Польща) в останню хвилину замінив іншого борця Шаміля Хісамудинова, ставши чемпіоном світу в напівсередній вазі.
По завершенню спортивної кар'єри у 1981 році став тренером у штаті київського товариства Динамо. У 1990-х був головним тренером збірної України. Під його керівництвом українські борці греко-римського стилю досягли значних успіхів. У 2006 році Володимир Шацьких стає чемпіоном світу, а 2007 року Збірна України з греко-римської боротьби вперше за багато років здобула Кубок світу.
Помер 11 вересня 2016 року в Києві на 66-му році життя. Похований на Південному кладовищі в селищі Віта-Поштова, Київської області.